# Тољница
Тољница је притока ријеке Велике Усоре. Извире на локалитету Стругови на територији насељеног мјеста Очауш. Дуга је 2,1 km. У Велику Усору се улива на локалитету Врело.

## Одлике
Извире на надморској висини од 810 метара, а у Велику Усору се улива на висини од 525 метара, што њен укупан пад чини 285 метара, односно 13,7%. Протиче кроз ненасељене и брдовите предјеле. Њена просјечна дубина је око 0,2 метра. Њен проток је према мјерењима 26. јула 1997. на ушћу у Велику Усору износио 101 литара у секунди.